# Burg Krense
Die Burg Krense war vermutlich eine mittelalterliche Wasserburg am oder im Krensheimer See bei Krensheim im Main-Tauber-Kreis, in Baden-Württemberg.

## Lage

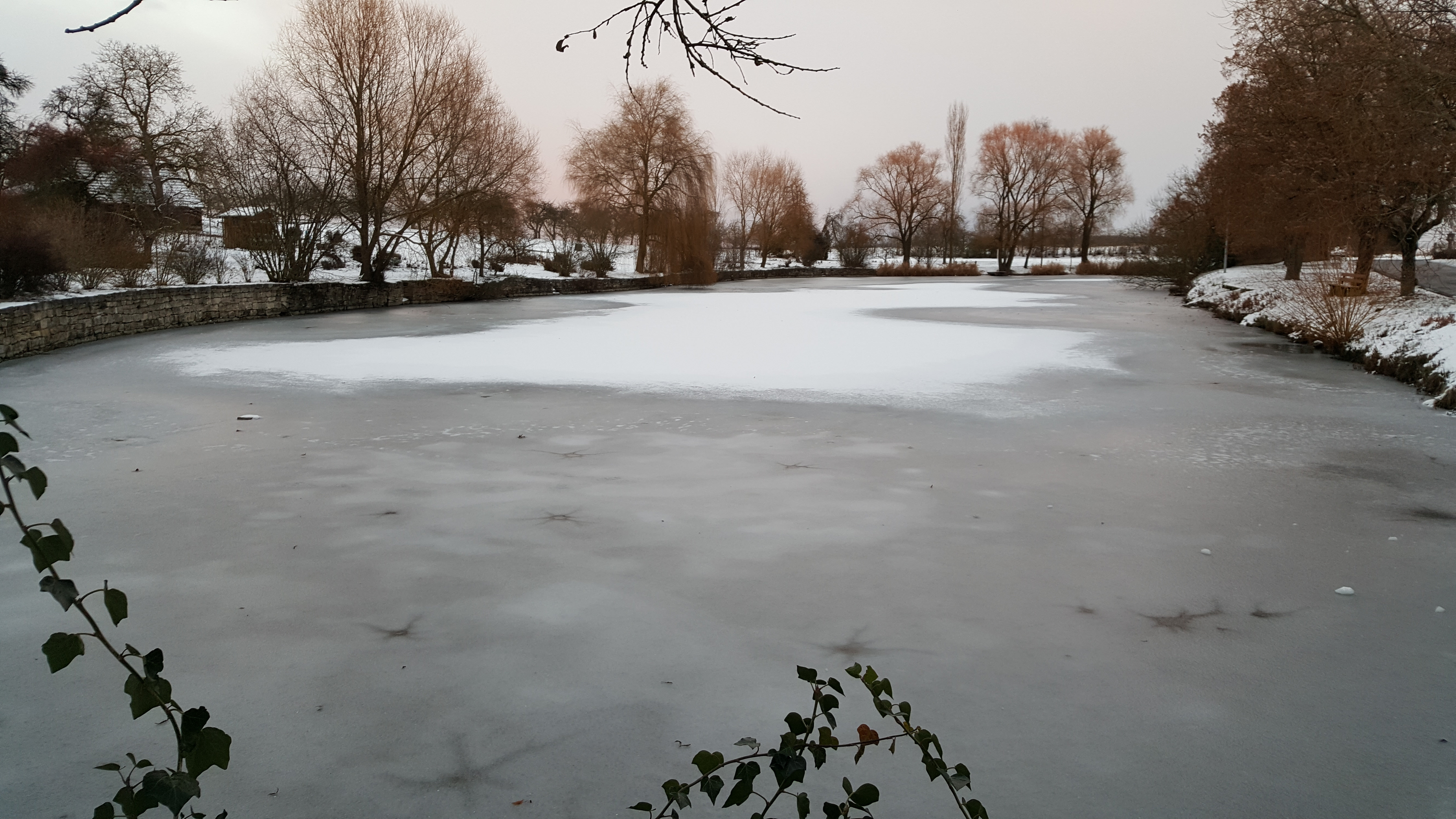

Die Burg, deren Mauern, eingebrochene Gewölbe und Gräben Mitte des 19. Jahrhunderts noch deutlich erkennbar waren, lag östlich vom Dorf Krensheim an einem See.

## Geschichte

Wappen des Johannes dictus Kresse (Krensheim), 1315

Die Krensheimer waren eine Nebenlinie der Herren von Gamburg und eng verwandt mit den Herren von Zimmern, die nur wenige Kilometer entfernt südlich von Zimmern auf einem steil aufsteigenden Hügel, früher als „Hirnschale“ bezeichnet, ihre Burg hatten.
Die erste urkundliche Erwähnung des Dorfes Krensheim geht auf die Stiftungsurkunde des Klosters Bronnbach aus dem Jahr 1157 zurück. Darin erscheint ein Erccboldus de Crenshe als einer der vier Stifter. Dieser Erchenbold erscheint 1169 erneut in einer Urkunde. Dabei ging es um die Übertragung von Gütern und Teilen der Burg Lauda durch Heinrich von Lauda. Darin wird auch Erchenbolds Bruder „Trageboto de Crantse“ genannt. Als Zeugen erscheinen neben anderen auch Walther de Niwenburg (von Neuenburg – eine Nebenlinie der Herren von Püssensheim, beziehungsweise den Herren von Homburg), Iringus de Zabelstein (ebenfalls eine Nebenlinie der Herren von Püssensheim bzw. Homburg) und die beiden Schultheißen „Billungus et Heinricus“. Letztere waren wohl Söhne des Iring von Zabelstein von denen Heinrich vermutlich mit der Erbtochter des Krensheimers verheiratet war, wodurch die Burg an die Herren von Zabelstein fiel. Dieser erschien 1176 als Heinrico Crehse in einer Würzburger Urkunde. In einer weiteren Urkunde aus dem Jahr 1189 wird nebst Heinrich auch seine Frau Jutha (Jvtha) genannt, allerdings ohne Nachnamen. Deren Sohn Iring wird erstmals 1195 als Yrinc Creseno urkundlich erwähnt. Ihm fiel demnach die Herrschaft Krensheim zu, wohingegen sein Bruder Heinrich von Rothenburg, der mit Guta von Weinsberg verheiratet war, den Erbtitel des magister coquinae dem Reichsküchenmeisters erhielt. Die Linie des Iring von Zabelstein führte fortan den Namen von Krensheim (Crehse, Creseno, Crassenus, Crase, Gresso, Crense um nur einige Schreibweisen zu nennen). Im 13. Jahrhundert teilte sich das Geschlecht in mehrere Linien.
Berthold von Hohenlohe saß zumindest Zeitweise ebenfalls auf Burg Krense. Dies beweist eine Urkunde aus dem Jahr 1309, worin ein „Bertholdus de Hohenloeh residens in Crentse miles“ genannt wird. Eine dritte auf Burg Krense ansässige Familie waren die Herren Goldstein von Gattenhofen. Goyltsteinius de Gattenhoven, Ritter und dessen Ehefrau Anna geben 1311 bei einem Verkauf als „treue Schwestern und aktive und ehrliche Männer“ unter anderem Goyltsteinum de Crentse an. Die Herren von Krensheim treten letztmals 1406 mit Heinz Kresse urkundlich in Erscheinung, als er und seine Ehefrau das Gut Neuenburg an das nahegelegene Kloster Triefenstein veräußerten. Die vermutlich letzte weibliche Vertreterin des Geschlechts, Agnes „Kreissin“, wird noch 1418 beim Verkauf des Ortes Königshofen an den Mainzer Erzbischof Johann genannt. Ihr zu diesem Zeitpunkt bereits verstorbener Ehemann Heinrich von Sickingen, hatte Königshofen nur einige Jahre zuvor (1414) von Margarete von Brauneck (Hohenlohe) Gräfin von Schwarzberg (sie war die Tochter von Konrad von Weinsberg und der Anna von Hohenlohe) erworben.
Nach dem Aussterben der Linie von Krensheim ging der Ort in den Besitz der Herren von Zimmern und Luden über und danach der Grafen von Rieneck. Mit der Herrschaft Grünsfeld vererbte sich Krensheim 1488 an die Herren von Leuchtenberg und fiel 1646 an Würzburg.
Von der Burganlage ist heute nichts mehr erhalten.